# Krokolven
Krokolven är en sjö i Kinda kommun i Östergötland och ingår i Botorpsströmmens huvudavrinningsområde. Vid provfiske har abborre, gädda och mört fångats i sjön.